# 밀러 효과
밀러 효과(Miller effect)는 전자공학에서 입력 단자와 출력 단자 사이의 커패시턴스 효과의 증폭으로 인해 반전 전압 증폭기의 등가 입력 커패시턴스가 증가하는 것을 설명한다. 밀러 효과로 인해 실질적으로 증가된 입력 커패시턴스는 다음과 같다.
{\displaystyle C_{M}=C(1+A_{v})\,}
여기서
{\displaystyle -A_{v}}는 반전 증폭기의 전압 이득({\displaystyle A_{v}} 양수)이고 {\displaystyle C}는 피드백 커패시턴스이다.
'밀러 효과'라는 용어는 일반적으로 커패시턴스를 나타내지만 입력과 게인을 나타내는 다른 노드 사이에 연결된 모든 임피던스는 이 효과를 통해 증폭기 입력 임피던스를 수정할 수 있다. 밀러 효과의 이러한 특성은 밀러 정리로 일반화된다. 트랜지스터 및 진공관과 같은 능동 소자의 출력과 입력 사이의 기생 용량으로 인한 밀러 용량은 고주파수에서의 이득을 제한하는 주요 요인이다. 밀러 커패시턴스는 1920년 존 밀턴 밀러(John Milton Miller)에 의해 3극관 진공관에서 확인되었다.